# Hipódromo de Liubliana
El Hipódromo de Liubliana (en esloveno: Hipodrom Ljubljana) o bien Hipódromo de Stožice (Hipodrom Stožice) es un espacio para carreras de caballos en la capital de Eslovenia, siendo la principal instalación deportiva de este tipo en el país. Está a solo 3 kilómetros al norte del centro de Liubliana. Fue construido en el año 1957. Es la sede del club hípico de Liubliana. En 1996, el Papa Juan Pablo II celebró una misa con 150.000 personas, que es la mayor multitud reunida en Eslovenia a la fecha.